# Overlade
Overlade er en landsby i det vestlige Himmerland med 419 indbyggere  (2024), beliggende 12 kilometer nord for Farsø, 16 kilometer syd for Løgstør og syv kilometer syd for Ranum. Landsbyen ligger i Region Nordjylland og hører til Vesthimmerlands Kommune. Overlade er beliggende i Overlade Sogn og har tidligere været en del af Bjørnsholm Sogn. 
Overlade blev grundlagt af munkene fra Vitskøl kloster, som var et aktivt kloster fra 1158 til 1563, og som befinder sig 3 kilometer fra Overlade. Kirken i Overlade blev indviet i 1916, men selve inventaret stammer fra kirken der lå i Vitskøl Kloster. Byen har tidligere haft mejerier, smedjer, bagerier, slagteriudsalg, cykelforretning og andet. I nyere tid er mange af dem lukket, og i dag er der en Dagli’brugs og håndværksforretninger.

## Om landsbyen
I Overlade ligger bl.a. Overlade Kirke og Overlade Skole. Herregården Lundgaard ligger nær ved landsbyen.